# Иван Крузенщерн
Иван Фьодорович Крузенщерн (на руски: Иван Фёдорович Крузенштерн; на немски: Adam Johan von Krusenstern) е руски мореплавател, извършил първото руско околосветско плаване, офицер – адмирал, учен – академик.

## Произход и военна кариера (1770 – 1803)
Роден е на 19 ноември 1770 година в селището Хагуди, недалеч от Ревел (сега Талин, столица на Естония), в дворянско семейство. Завършва църковно училище, а след това и Морския кадетски корпус в Кронщад през май 1788. По това време е в разгара си поредната Руско-шведска война и Крузенщерн още незавършил пълното си обучение получава назначение на линейния кораб „Мстислав“ като гардемарин и в периода 1788 – 1790 участва в множество морски сражения. За проявената изключителна храброст по време на сраженията е произведен в чин мичман, а скоро след това и в лейтенант.
След края на войната, през 1793 г., като надежден офицер, е изпратен на обучение в Англия, за да усъвършенства морските си умения. Там е зачислен на кораба „Тетис“ и в периода 1795 – 1798 плава до Индия, Южна Америка и Китай, участва в сражения срещу французите на територията на днешна Канада.
По време на своите плавания по моретата в Крузенщерн се заражда идеята за руско околосветско плаване и след завръщането си в Русия през 1799 г. представя в морското министерство обоснован проект за руска околосветска експедиция, който в началото не е одобрен, но след идването на власт на император Александър I през 1802 г., проектът е одобрен и в началото на август същата година Крузенщерн е назначен за началник на първата руска околосветска експедиция и започва организацията на експедицията.

## Първа руска околосветска експедиция (1803 – 1806)
От 7 август 1803 до 19 август 1806 г., заедно с Юрий Фьодорович Лисянски, на корабите „Надежда“ (430 т) и „Нева“ (370 т) извършват първото руско околосветско плаване.
От Кронщад корабите се отправят на юг. В средата на ноември 1803 за първи път в историята на руския флот корабите пресичат екватора и на 19 февруари 1804 заобикалят нос Хорн и навлизат в Тихия океан, където по предварителна уговорка се разделят. Лисянски се отправя към остров Пасха, където картира крайбрежието на острова и се запознава с бита и обичаите на местните жители. Двата кораба се срещат на Маркизките о-ви, където извършват топографски снимки, после посещават Хавайските о-ви, където двата кораба отново се разделят. Крузенщерн се отправя към Камчатка, а Лисянски – към Аляска.
В средата на юли 1804 „Надежда“ хвърля котва в Петропавловск Камчатски, след това плава и до Япония (град Нагасаки), където трябва да установи търговски връзки между нея и Русия, но преговорите са неуспешни. На връщане към Камчатка, през май 1805 картира част от бреговете на островите Кюшу и Хоншу, западния бряг на остров Хокайдо, западния вход на Сангарския проток (Цугару), протока Лаперуз и югоизточните брегове на остров Сахалин, като открива залива Мордвинов (46º 50` с.ш.) и източните и северни брегове на залива Търпение. След като достига до нос Търпение (48°39′ с. ш. 144°45′ и. д. / 48.65° с. ш. 144.75° и. д.) и се отправя на север, пътят му е преграден от дебели ледове и Крузенщерн решава да отложи за по-късно изследването на източните брегове на острова и се отправя отново към Камчатка, където стига на 5 юни. По пътя натам уточнява очертанията на п-в Камчатка и северната част на Курилските о-ви до протока Надежда (47°50′ с. ш. 153°10′ и. д. / 47.833333° с. ш. 153.166667° и. д.), където открива о-вите Ловушки (48°30′ с. ш. 153°55′ и. д. / 48.5° с. ш. 153.916667° и. д.).
През юли и август 1805 продължава изследването и картирането на източните брегове на остров Сахалин, като открива Нийския залив (51º 55` с.ш.), носовете Левенщерн (8 август, 54º 05` с.ш.), Елисавета (54º 25` с.ш., най-северната точка на Сахалин) и Мария (54°20′ с. ш. 142°18′ и. д. / 54.333333° с. ш. 142.3° и. д.) и залива Северен (9 август), разположен между двата носа. След кратък престой в залива Северен, където се осъществява среща с местните жители, Крузенщерн картира част от северозападното крайбрежие на острова и целта му е да установи, дали Сахалин е остров или полуостров. У северния вход на Амурския лиман дълбочината става много малка и Крузенщерн решава, че Сахалин е полуостров и отново се завръща в Петропавловск Камчатски. По този начин са картирани над 900 км от източните, северните и северозападните брегове на Сахалин.
През есента на 1805 „Надежда“ посещава Макао, където двата кораба отново се събират и през Индия и нос Добра Надежда на 19 август 1806 се завръща в Кронщад, 14 дни след „Нева“, с който отново се разделят по време на буря покрай югоизточните брегове на Африка.
През време на плаването за пръв път са изпълнени мащабни океанографски и метеорологични изследвания в Атлантическия, Тихия и Индийския океан. Положено е началото на дълбоководни изследвания на океаните, събран е богат фактически материал за бита и живота на населението от различните части на света, за стопанството и търговията, много научни данни за климата и природата на посетените страни, за морските пътища и други.

## Следващи години (1806 – 1846)
След завръщането си от околосветското плаване Крузенщерн остава на военна служба. Назначен е за инспектор, помощник директор, а след това и директор на Морския корпус, член на Управителния съвет на Морския щаб, член на Адмиралтейския съвет и един от учредителите на Руското географско дружество. Способства за организирането и провеждането на множество експедиции: на Карл Ернст фон Баер, Ото Евстафиевич Коцебу, Фердинанд Петрович Врангел, Фьодор Петрович Литке, Фадей Фадеевич Белинсхаузен и други.
Крузенщерн е избран за почетен член на Петербургската академия на науките (1806), член-кореспондент на академиите в Париж, Лондон и Гьотинген, доктор по философия в Университета в Дерпт.
През 1842 с чин адмирал излиза в оставка, оттегля се в личното си имение в Гилзенхоф, където на 24 август 1846 умира на 75-годишна възраст.

## Памет
Неговото име носят:
- атол Крузенщерн (Аилук, 10°20′ с. ш. 169°56′ и. д. / 10.333333° с. ш. 169.933333° и. д.) в Маршаловите о-ви;
- атол Крузенщерн (Тикехау, 14°59′ ю. ш. 148°09′ з. д. / 14.983333° ю. ш. 148.15° з. д.) в архипелага Туамоту;
- връх Крузенщерн в Антарктида;
- връх Крузенщерн в най-южната част на остров Сахалин;
- връх Крузенщерн (75°19′ с. ш. 56°53′ и. д. / 75.316667° с. ш. 56.883333° и. д.) на западния бряг на Северния остров на Нова земя;
- езеро Крузенщерн (69°56′ с. ш. 92°49′ з. д. / 69.933333° с. ш. 92.816667° з. д.) в южната част на п-ов Бутия, Северна Канада;
- залив Крузенщерн на Берингово море, част от Анадирския залив, на крайбрежието на Чукотка;
- кратер Крузенщерн на Луната;
- лагуна Крузенщерн (67°09′ с. ш. 163°39′ з. д. / 67.15° с. ш. 163.65° з. д.) на Чукотско море, на северозападния бряг на Аляска;
- нос Крузенщерн (67°08′ с. ш. 163°45′ з. д. / 67.133333° с. ш. 163.75° з. д.) на северозападния бряг на Аляска;
- нос Крузенщерн (68°24′ с. ш. 113°54′ з. д. / 68.4° с. ш. 113.9° з. д.) на северния бряг на Канада;
- нос Крузенщерн (50°15′ с. ш. 155°53′ и. д. / 50.25° с. ш. 155.883333° и. д.) на югоизточния бряг на остров Парамушир от Курилските о-ви;
- остров Крузенщерн (Малък Диомид, 65°45′ с. ш. 168°55′ з. д. / 65.75° с. ш. 168.916667° з. д.) в Беринговия проток, Аляска, САЩ;
- проток Крузенщерн (Източен проход) – източния проход на Корейския проток, свързващ Източнокитайско море с Японско море;
- проток Крузенщерн (48°24′ с. ш. 153°34′ и. д. / 48.4° с. ш. 153.566667° и. д.) между островите Райкоке и Шиашкотан в Курилските о-ви;
- риф Крузенщерн (22°20′ с. ш. 175°50′ з. д. / 22.333333° с. ш. 175.833333° з. д.) в Тихия океан, на юг от атола Мидуей;
- учебен платноходен кораб на Русия.

## Съчинения
- „Путешествие вокруг света в 1803, 1804, 1805 и 1806 годах на кораблях „Надежде“ и „Неве“ (1809 – 1812, 2 съкр. изд., 1950).
- „Атлас Южного моря“ (1823 – 1826).